# Vít Kremlička
Vít Kremlička (* 22. října 1962 Praha) je český hudebník, spisovatel a literární publicista.

## Život
Po maturitě na pražském Akademickém gymnáziu (1982) vystudoval jednoletou pomaturitní nástavbu na Střední pedagogické škole v Praze 6-Dejvicích (1983). Potom studoval na Pedagogické fakultě Univerzity Karlovy v Brandýse nad Labem obor speciální pedagogika (1984–1987), odkud ho kvůli politickému protestu vyloučili a byl mu rovněž zakázán vstup na půdu fakulty. Poté pracoval jako uklízeč v mateřské škole, zeměměřič, noční strážný, topič a operátor ve výpočetním středisku Pražských pivovarů a sodovkáren, pracoval též v pekařství, později kolportér letáků a redaktor-externista.V té době byl jedním z protagonistů zimního sportu skijöring na běžkách se psím spřežením. Pro svoji literární činnost byl perzekvován Státní bezpečností.
V letech 1982–1985 byl členem undergroundové hudební skupiny Národní třída (CD Je třeba si zvykat/Vlhkost v nočním autobusu, Black Point, 2000), poté (1986–1988) frontmanem countryfolk/westernbeat hard-metalové skupiny His Boys-Jeho hoši – zpěv, elektrická mandolína. Od roku 1985 byl spolutvůrcem undergroundové kulturní revue Jednou nohou, později Revolver Revue, roku 1989 stál u zrodu Informačního servisu, později týdeníku Respekt.
Po Sametové revoluci studoval bohemistiku a komparatistiku na Filozofické fakultě UK v Praze (1990–1998), studium však ani tehdy nedokončil a rozvinul jej v interdisciplinárním rozsahu po všechnu možnou mez.[ujasnit]
V letech 1995–1996 byl externím dramaturgem Divadla Komedie v Praze, kde svým podílem spoludotvářel umělecký profil souboru. Dramaturgoval více her, mj. Raimund – Alpský král a nelida, Shakespeare – Hamlet, Strindberg – Sonáta duchů a Bouře, Ibsen – John Gabriel Borkmann. Též zde byla v režii Ireny Perclové uvedena jeho tematicky a formálně progresivní divadelní hra – inscenovaná petice Spravedlnost pro Leonarda Peltiera a mokřadní organismy chráněné Ramsarskou konvencí.
Je účastníkem i pořadatelem poetických večírků v tuzemsku i zahraničí. Pozoruhodná byla jak jeho vystoupení na bytových poetických večírcích a koncertech v době totalitní nesvobody ( kupř. ve Slivenci, Černošicích, Kosoři, v Radlicích v klubovém bytě Jáchyma Topola, bo v přírodě), tak i vystoupení po 17. listopadu 1989: na mezinárodních festivalech Århus - Praha (Dánsko, 1990), Buchmesse Dresden ( Německo,1993), Sarajevski dani poezije (Bosna a Hercegovina, 1995), Varšavský knižní veletrh ( Polsko, 2005), Pohoda (Slovensko, 2014), MAČ - Wroclaw, Lvov ( Polsko, Ukrajina, 2015); v tuzemsku kluby a festivaly -  Unijazz, Boskovice, Modrý trpaslík, Skalákův Mlejn, Ponorka, Mlýn Okoř, Duchcov, České Budějovice, Šmidingerova knihovna Strakonice, Skleněná louka Brno, Les Ostrava, Turnaye královny Poesie.  [kde?]

## Dílo
V literatuře debutoval v roce 1981 básněmi a prózami v samizdatovém časopise Violit, dále publikoval v samizdatových sbornících (mj. Už na to seru, protože to mám za pár, uspořádal Andrej Stankovič, 1985, 9x kontra…, uspořádal Luděk Marks, 1987), v periodikách Jednou nohou, resp. Revolver Revue, v exilovém Paternosteru (Vídeň) a Čtení na léto (letní číslo římského dvouměsíčníku Listy). Po roce 1990 zveřejňoval svoji poezii, prózu a publicistiku v Alternativě, Babylonu, Divadelních novinách, www.dobraadresa.cz, Iniciálách, Lidových novinách, Literárních novinách, Revolver Revui a její Kritické Příloze, Tvaru aj. Používal pseudonymů Heřman Křemenáč, Vítězslav Sval a Bořek Mařina. Zároveň se věnuje překladům (z bulharštiny – básně Kirila Merdžanského; z angličtiny příběhy pueblanských indiánů Severní Ameriky, legendy z Amazonie, povídky Ken Saro-Wiwa, písňové texty barmského zpěváka Bo-Han; z polštiny Jan Pavel II., List k umělcům). Byl editorem výboru bosenskohercegovské poesie Báseň o zemi (spolu s Jeronýmem Březinou, Člověk v tísni, 1996), výboru z básní tibetské básnířky Cchering Özer Tibet srdce, Tibet mysli (P.E.N. – klub, 2008) a eseje téže autorky Sebeupalování v Tibetu (P.E.N. – klub, 2015). Překlad básní a prózy tibetského poety Tenzina Tsundue v sbírce Kora ( Aula, 2024).
Báseň Noc plná tajemství zhudebnila skupina Hm....
Jeho básně a prózy byly přeloženy do polštiny, němčiny, dánštiny, angličtiny, francouzštiny, ukrajinštiny, ruštiny, maďarštiny, bulharštiny, slovinštiny, srbštiny, chorvatštiny a bosenštiny.
Bývá řazen k undergroundu.[kým?][zdroj?]

### Knižní vydání
- Autentický kulovátor, básně, samizdat, 1981
- Zvonění, básně, samizdat, 1983
- Oblouk, básně, samizdat, 1984
- Lodní deník, novela, Nezávislé tiskové středisko, 1991 – Cena Jiřího Ortena
- Cizrna, Torst, 1995 – básnická sbírka tematicky věnovaná válce v Bosně
- Spravedlnost pro Leonarda Peltiera a mokřadní organismy. divadelní hra, inscenace v Divadle Komedie, 1996
- Staré zpěvy, básně ze samizdatu, Revolver Revue, 1997
- Zemský povídky, II. vydání novely Lodní deník a sebrané časopisecké povídky, Hynek, 1999
- Prozatím, obsahuje lyriku, absurdní básně v próze a překlady legend pueblanských Indiánů, Petrov, 2001 – básně
- Amazonia, obsahuje překlady novodobých navažských písní, Klokočí a Knihovna Jana Drdy, 2003 – básnická sbírka
- Manael, Protis, 2005 – próza s tématem holocaustu
- Země Noc, básnická sbírka, obsahuje "detektivní a fantastické" básně, Clinamen 2006
- Tajná cikánská kronika, básnická sbírka poetických výbojů, Pavel Mervart (Edice současné české poezie) 2007
- Tibetiana, Revolver Revue, 2013 – básnická sbírka s cyklem věnovaným památce císařovny Sisi, experimentální věnce sonetů
- Amazonské Medy, překlad a převod mýtů a legend amazonských Indiánů, Pulchra 2015
- Divůtajný Marimbo, původní básně, konkrétní a obrazová poesie, překlady a překrady barokních kreolských písní, Pulchra 2016
- Básně, přírodní lyrika, básně s dálněvýchodní tematikou, překlady a inspirace barokními kreolskými písněmi, Aula 2018
- Můj život s vínem, sebraná drobná próza, anekdoty, povídky, causserie, novely, noveletty a romanetta. Nakladatelství Malvern 2023.

## Ocenění
Vít Kremlička je laureátem Ceny Jiřího Ortena (1991), Ceny Revolver Revue (2010), Ceny studentského listu Babylon (2013) a Ceny nakladatelství Koleno (2013). Zastoupen v ročence Nejlepší české básně 2013 a v sborníku Pandezie. Je členem Českého centra P.E.N. Klubu, Asociace spisovatelů.